# Marijan Ban
Marijan Ban (Split, 8. veljače 1963.), hrvatski pjesnik i glazbenik. 
Bivši frontmen grupe Daleka obala. Nakon prvih uspjeha (1990.) s grupom je postao profesionalni glazbenik. 

## Nagrade i priznanja
Osvojio nekoliko Porina…
- 1999. Hit godine (skladba "Jugo")
- 2001. Pjesma godine (skladba "Ruzinavi brod")

## Diskografija
Daleka obala

#### Albumi
- album Daleka Obala, znan još kao Demo snimljen u studiju Radio-Splita, kod izdavačke kuće "Edicija Lvxor Design" (1988.)
- "Daleka obala" (Suzy, 1990.)
- "Ludi mornari dolaze u grad" (Croatia Records, 1992.)
- "Mrlje" (Croatia Records, 1993.)
- "Morski pas" (Croatia Records, 1994.)
- "Di si ti" (Croatia Records, 1997.)
- "1999-2000" (Dancing Bear, 1999.)

Za pjesmu Jugo, koju pjeva u duetu s Giulianom je dobio 1999. diskografsku nagradu Porin.

#### Uživo
- "USPOMENE - Sve najbolje uživo" dvostruki CD (Dancing Bear, 2002.)

#### Kompilacije
- "Od mora do mora" (kompilacija) (Croatia Records, 1998.) - Daleka obala
- "Daleka obala – The Ultimate Collection" (kompilacija) (Croatia Records 2008, 2CD) - Daleka obala
- "Original album compilation" (kompilacija)  (Croatia Records 2014, 5CD) - Daleka obala

#### Albumi
- "Staro zlato" (Menart, 2003.) -  Marijan Ban & ostali

## Vanjske poveznice
- stranice Marijana Bana  Arhivirana inačica izvorne stranice od 31. kolovoza 2018. (Wayback Machine)